# Luisburgo
Luisburgo là một đô thị thuộc bang Minas Gerais, Brasil. Đô thị này có diện tích 146,124 km², dân số năm 2007 là 6276 người, mật độ 48,6 người/km².